# (7960) Condorcet
(7960) Condorcet est un astéroïde de la ceinture principale.

## Description
(7960) Condorcet est un astéroïde de la ceinture principale. Il fut découvert par Eric Walter Elst le 10 août 1994 à l'ESO. Il présente une orbite caractérisée par un demi-grand axe de 2,18 UA, une excentricité de 0,073 et une inclinaison de 3,24° par rapport à l'écliptique.
Il fut nommé en hommage au philosophe des Lumières Nicolas de Condorcet (1743-1794).

## Compléments